# 맙딥
맙딥(Mobb Deep)은 하보크와 프로디지로 이루어진 힙합듀오이다.

## 결성
그들은 Queensbridge 출신이며 서로 음악성이 맞아 그룹을 결성했다. 그룹 결성 후 1993년 Large Profeser 밑에서 1집 'Juvenile Hell'을 발매하지만 예상외로 실패하게 된다.

## 성공
그러나 2집 'Infamous'는 달랐다. 앨범 발매 후 그들은 인기가 좋아졌으며 플래티넘 앨범이 되었다. 또한 동부 힙합계의 거물 듀오가 되었으며 Havoc의 프로듀싱이 최고라는 것을 증명해보였다. 또한 3집 'hell On Earth' 또한 많은 인기를 누리게 되고 Queensbridge가 일어서게 되며 그들의 최고 전성기였었다.

## 대중적 앨범
2000년대 이후 그들은 좀 더 대중적인 음악을 만들게 된다. 'Infamy', 'Amerikaz Nightmare'에서는 Kanye West, Twista, 릴존, Nate Dogg, Lloyd 등의 대중 힙합스타들을 섭외하며 좀 더 가볍고 상업적인 대중적인 앨범을 발매하기 시작했다. 그러나 그들의 팬들은 이 앨범 발매 후 많이 떠났으며 맙딥의 원래 색깔을 잃어버리게 된다. 또한 2005년 당시 유명했었던 G-Unit에 들어가고 앨범을 내면서 하락세를 걷기 시작했다.